# Église Sainte-Marie de Nasbinals
L'église Sainte-Marie de Nasbinals est une église catholique française de style roman auvergnat située à Nasbinals, dans le département de la Lozère.

## Description
L'église a été construite aux XIe et au XIIe siècle dans le style roman auvergnat puis a été remaniée au XIVe siècle. Elle est en granite de Margeride (feldspaths) avec quelques éléments en basalte et en tuf volcanique. Les toits sont en lauses de schiste.
Elle présente un plan en nef unique compris par un transept sur lequel se greffe l'abside principale, elle même précédée d'une travée droite et de deux absidioles.
Le clocher est de forme octogonal et surplombe la croisée. À l'intérieur, la coupole couvre la croisée délimitée par quatre arcades doublées.
Le pourtour polygonal de l'abside est enjolivé d'une galerie de petites arcatures en plein cintre. Les voûtes sont en berceau, sauf pour celle de la nef qui a été refaite en ogives à l'époque gothique. Elle est ornée d'un christ datant du XVIe siècle et par un mobilier polychrome du XVIIIe siècle.
Le portail est à double voussure en plein cintre. Trois des chapiteaux sont sculptés de feuillage, le quatrième présente le combat d'un sagittaire et d'un lancier.

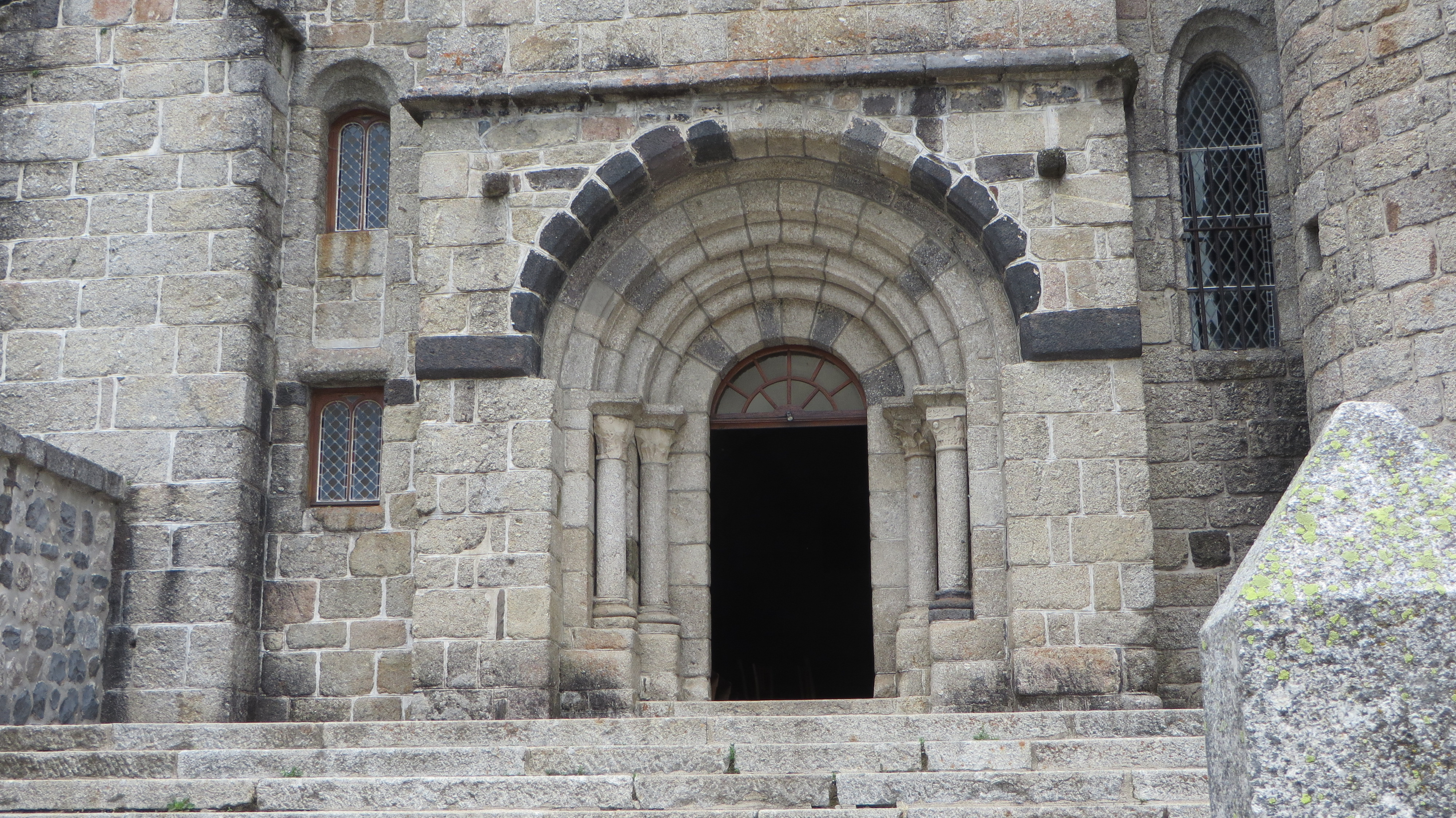
Portail au sud.
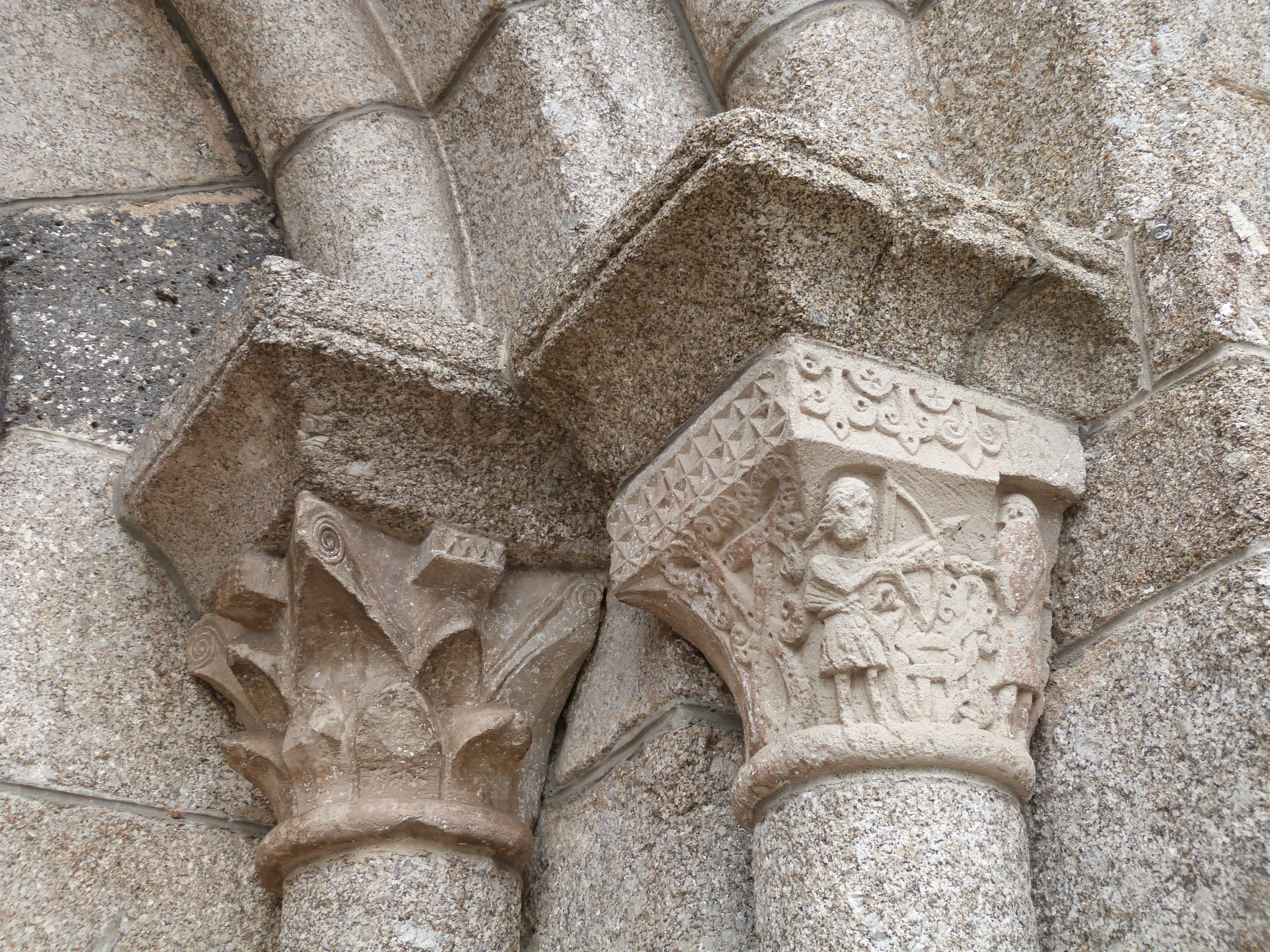
Chapiteaux à droite du portail sud.
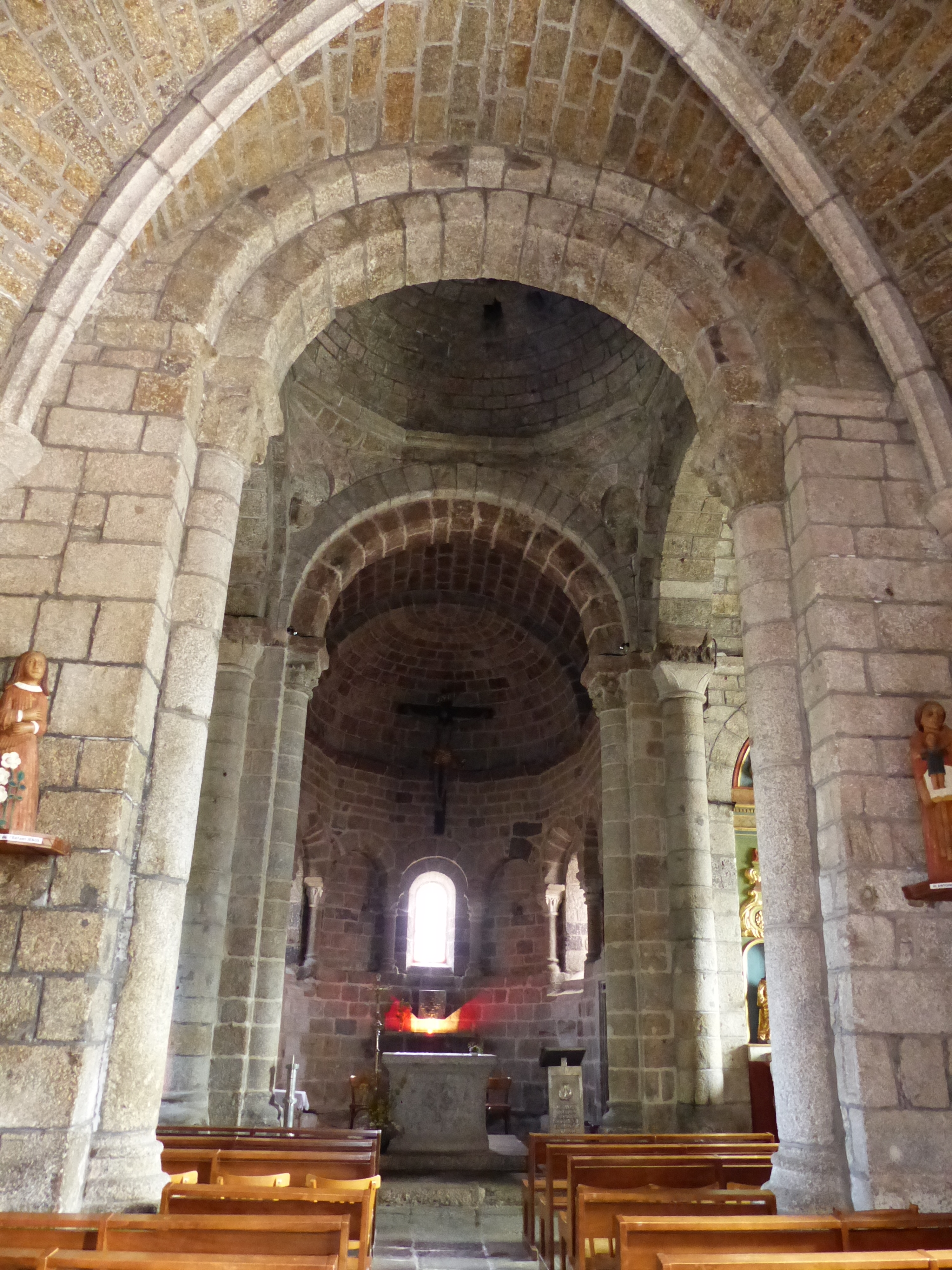
Croisée du transept et chœur.
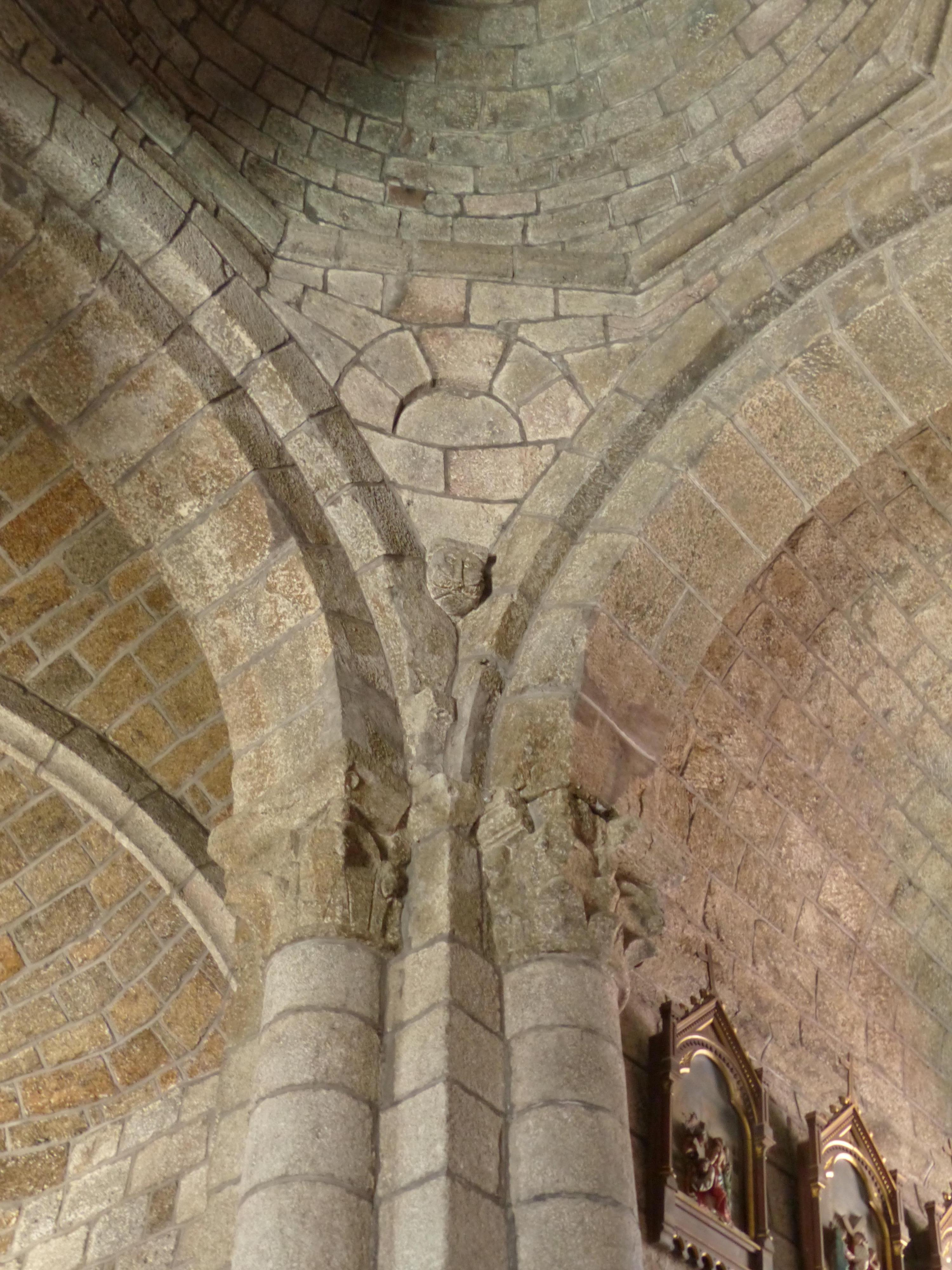
Assise du clocher sur la croisée du transept.
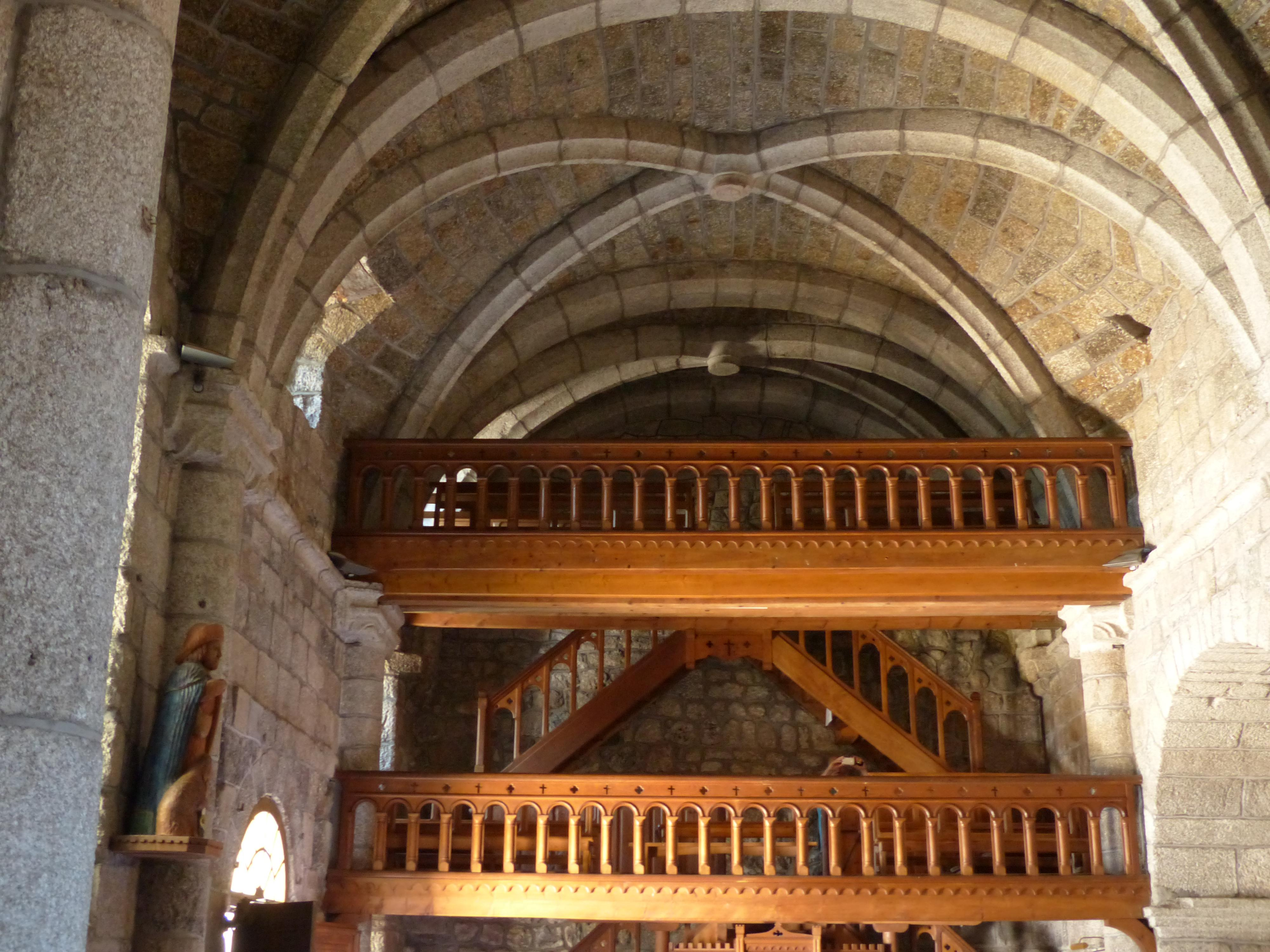
Tribunes doubles au fond de la nef.
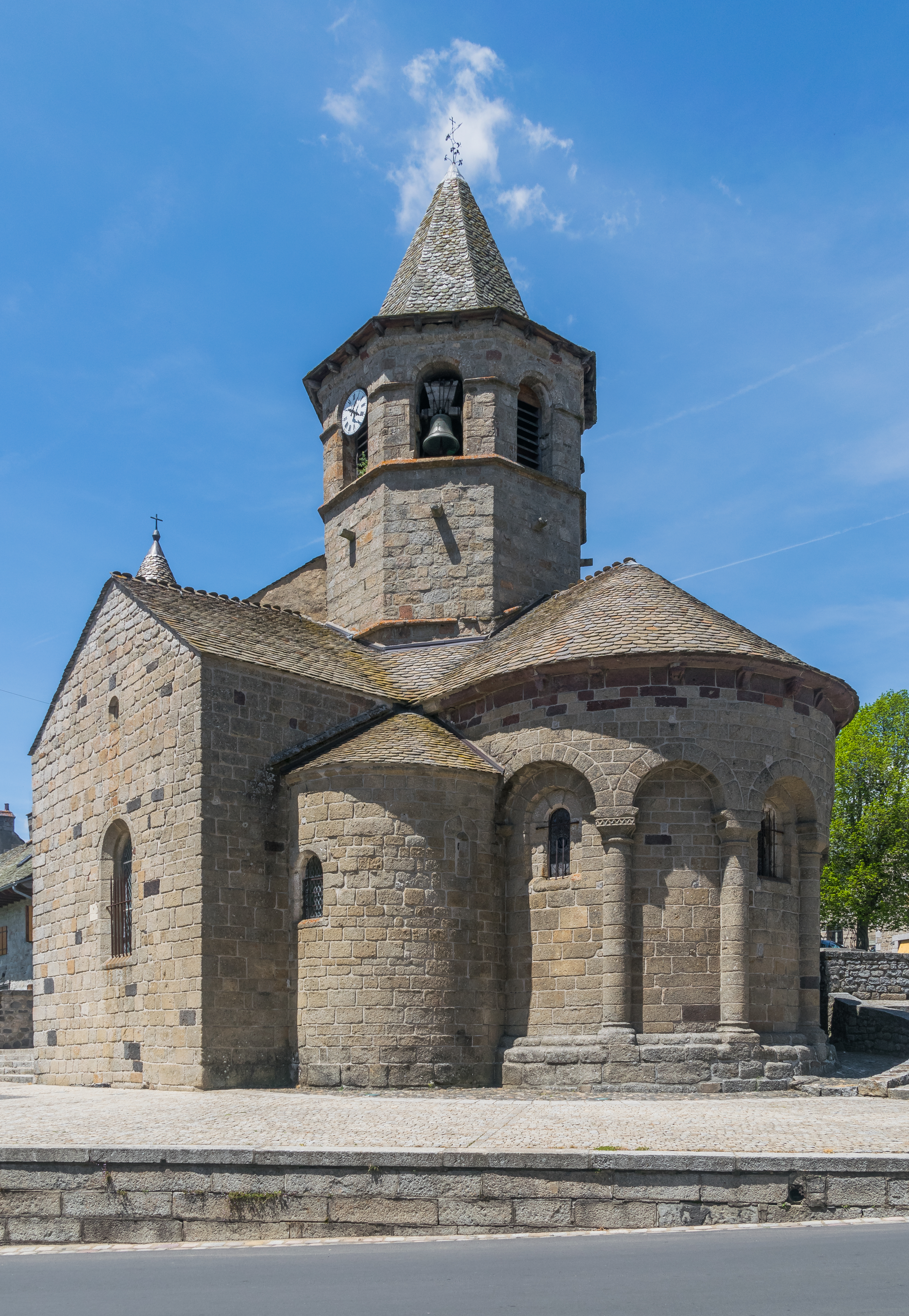
Chevet et clocher octogonal.

## Historique
Grégoire de Tours indique dans ses écrits que la christianisation de l’Aubrac date du cinquième siècle. Deux textes du De Gloria Beatorum Confessorum  évoquent respectivement le « plaid » de la comtesse Tétradie, à l’origine de la « Croix des trois évêques », ainsi que la cessation du culte païen autour du lac de Saint-Andéol. Vers l’an mil des routes et des drailles organisent l’itinéraire des pèlerins de Saint-Jacques et de Saint-Gilles. Les grandes abbayes multiplient alors fondations et prieurés le long du chemin appelé « la Via Podensis » qui conduit les pèlerins du Puy à Saint-Jacques-de-Compostelle en passant par Nasbinals, Conques, Moissac, Roncevaux, Pampelune et León. La grande abbaye de la Chaise-Dieu contrôle alors une vingtaine de prieurés en Margeride, tandis que les Bénédictins de Conques sont présents sur le flanc occidental de l’Aubrac. Entre ces deux pôles, l’abbaye de Saint-Victor de Marseille est présente à Chirac, au Monastier, à Saint-Urcize et à Nasbinals. Un acte de donation par Robert de Saint Urcize et son frère Bertrand, fait état en 1074 de l’existence à Nasbinals d’une église et d’un village (villa). Trois bulles papales datées de 1079, 1113 et 1135 confirment à Saint-Victor de Marseille la possession du prieuré monastique. C’est durant cette période que l’église actuelle dut être rebâtie. En 1155, Guillaume, abbé de Saint-Victor, reconnait à l’évêque de Mende, Aldebert, la juridiction du terroir avant de céder le prieuré à la dômerie d’Aubrac. Désormais, et jusqu’à la révolution, Nasbinals aura son sort lié au monastère-hôpital d’Aubrac.
C’est aux dévastations de la guerre de Cent Ans, durant laquelle le village est pris et brûlé, que l’on pense attribuer la démolition des voûtes de la nef de l’église. Elles seront reconstruites au XVe siècle sur croisées d’ogives, avec figuration sur une clef de la croix des chevaliers d’Aubrac. Plus tard, au XVIe siècle, on adjoindra à la nef un bas-côté Nord et un escalier d’accès aux clocher. C’est dans cette église que fut baptisé en juillet 1755, Marc-Antoine Charrier, notaire et député du tiers état qui sera exécuté à Rodez, le 16 juillet 1793, pour « soulèvement et conspiration royaliste ».
L'édifice a été classé au titre des monuments historiques en 1921.